# Wilcoxia monae
Wilcoxia monae är en tvåvingeart som beskrevs av Wilcox 1972. Wilcoxia monae ingår i släktet Wilcoxia och familjen rovflugor. Inga underarter finns listade i Catalogue of Life.